# ファイティング・ダディ 怒りの除雪車
『ファイティング・ダディ 怒りの除雪車』（ファイティング・ダディ いかりのじょせつしゃ、Kraftidioten）は、2014年のノルウェー・スウェーデン・デンマークのブラックコメディ・アクション映画。監督はハンス・ペテル・モランド、出演はステラン・スカルスガルドとブルーノ・ガンツなど。第64回ベルリン国際映画祭コンペティション部門選出。日本では劇場未公開だが、WOWOWで2015年5月14日に放映された後、同年7月3日にDVDが発売された。

## ストーリー
ノルウェーのある地方都市で除雪車の運転手をしているニルスのもとにある日、オスロで大学に通っている息子イングヴァルの死の報せが届く。しかも死因はコカインの過剰摂取だという。息子がコカインに依存していたとは信じられないニルスは警察に再調査を依頼するが門前払いされ、妻は息子の死に耐えきれず家を出てしまう。
ニルスは独自に調査を進めた結果、ついに息子の死の真相を突き止める。実はイングヴァルの友人がコカインの密輸を手伝っており、その友人がコカインをくすねて手を付けていたのだ。イングヴァルはそのとばっちりを受けて殺されたのだった。
ニルスは銃を取って復讐を誓い、コカインの密輸犯罪組織のメンバーを次々に抹殺していく。しかし、そんな彼の行動が思わぬ事態を招く。“伯爵”をボスとする地元ギャングと、“パパ”をボスとするセルビア系ギャングの2つの犯罪組織同士の抗争を引き起こしたのだ。

## キャスト
- ニルス・ディックマン: ステラン・スカルスガルド
- パパ: ブルーノ・ガンツ
- 伯爵: ポール・スヴェーレ・ハーゲン
- ギュドルン: ヒルデグン・リーセ（ノルウェー語 (ニーノシュク)版）
- ウィングマン: ペーター・アンデション（スウェーデン語版）
- マリット: ビアギッテ・ヨート・ソレンセン（デンマーク語版）
- ジュニア: ヤーコブ・オフテブロ（ノルウェー語版）
- ガイル: アンドレス・バースモ・クリスティアンセン（ノルウェー語版）
- カルステン・ペッテルソン: ヨン・オイガーデン
- ストライク: クリストファー・ヒヴュ

## 作品の評価

### 映画批評家によるレビュー
Rotten Tomatoesによれば、批評家の一致した見解は「『ファイティング・ダディ 怒りの除雪車』のブラックコメディは必ずしも的を射ているわけではないが、全体的には、狡猾で愉快な復讐のスリラーに仕上がっている。」であり、64件の評論のうち高く評価しているのは86%にあたる55件で、平均して10点満点中6.94点を得ている。
Metacriticによれば、20件の評論のうち、高評価は15件、賛否混在は5件、低評価はなく、平均して100点満点中74点を得ている。

### リメイク
2019年にハリウッドで『スノー・ロワイヤル』としてリメイクされた。監督は本作と同じくハンス・ペテル・モランドが務め、リーアム・ニーソンが主演した。